# Théodore Reinach
Pour les articles homonymes, voir Reinach.
Théodore Reinach, né le 3 juillet 1860 à Saint-Germain-en-Laye et mort le 28 octobre 1928 à Paris, est un archéologue, juriste, philologue, épigraphiste, historien, numismate, musicologue et homme politique français. Il a fait don à l'Institut de France de la villa Kerylos, qu'il a lui-même fait construire.

## Biographie

### Origines familiales
Théodore Reinach est le plus jeune des trois fils d’Hermann-Joseph Reinach et de Julie Büding, d'une famille de banquiers juifs originaires de Francfort-sur-le-Main. Il est le frère de Joseph Reinach et de Salomon Reinach.

### Formation
Élève au lycée Condorcet, Théodore Reinach cumule le plus grand nombre de prix (19) obtenus au concours général, dans des disciplines aussi diverses que la géographie, l'anglais, la version grecque, la géométrie, l'histoire, la philosophie ou la physique-chimie.
Très jeune, il est titulaire de deux doctorats, en droit et en lettres.

### Carrière de juriste et d'universitaire
De 1881 à 1886, il est avocat au barreau de Paris.
En 1890, il est envoyé en mission archéologique à Constantinople, puis se spécialise dans l’histoire de la Grèce antique. Il déchiffre notamment à Delphes la notation musicale d’un ancien hymne à Apollon, que son ami Gabriel Fauré transcrit en mélodie.
De 1894 à 1896, il donne un cours de numismatique ancienne à la Sorbonne. À partir de 1903, il enseigne l'histoire des religions à l'École pratique des hautes études.
Il est élu à l’Académie des inscriptions et belles-lettres en 1909. Il est nommé professeur de numismatique au Collège de France en 1924. En 1905, il préside la Société de Linguistique de Paris.

### Mariages et descendance
Le 16 mars 1886, Théodore Reinach épouse Charlotte Marie Evelyne Hirsch-Kann (1863-1889), fille d'Isack Hirsch-Kann et de Henriette Biedermann, qui donne naissance à deux filles, Hélène, qui épousera Léon Abrami, et Gabrielle (dite « Gaby », morte en 1970).
Veuf en 1889, il se remarie le 31 janvier 1891 avec Fanny Thérèse Kann (1870-1917), fille de Maximilien Kann et de Betty Ephrussi, qui donne naissance à quatre fils : Julien, Léon (1893-1943), marié en 1918 avec Béatrice de Camondo (1894-1943), Paul (1895-1963) et Olivier.

### Installation en Savoie (1901) et carrière politique (1903-1914)
À partir de 1898, il fait de longs séjours en Savoie, puis décide de s'y installer. En 1901, il achète un château du XVIIIe siècle à La Motte-Servolex, près d'Aix-les-Bains et du lac du Bourget, puis le remanie dans le style Louis XIII[réf. nécessaire]. Léguée en 1936 au département de la Savoie, cette propriété connue sous le nom de « domaine Reinach », d'abord utilisé comme établissement de soins médicaux, héberge depuis 1958 un lycée public agricole, le lycée Reinach.
En 1903, à l'époque du Bloc des gauches et du gouvernement Émile Combes, il lance un journal pour soutenir les républicains, Le Démocrate savoisien, qui deviendra en 1922 le Réveil des Gauches.
Présenté par le Bloc des gauches, Théodore Reinach est élu député de la Savoie (circonscription de Chambéry) en 1906. Il est réélu en 1910, mais battu en 1914.
Durant ses mandats à la Chambre des députés, il s'intéresse principalement aux questions culturelles.

### Implication dans le judaïsme
S'intéressant à l'histoire du judaïsme, il traduit notamment les œuvres de l'historien juif de langue grecque Flavius Josèphe et publie une Histoire des Israélites. Il devient secrétaire général de la Société des études juives en 1899.
Il est aussi l'un des fondateurs de l'Union libérale israélite de France en 1907.
Confiant dans l'assimilation des juifs en France, il est selon le sociologue Pierre Birnbaum le « créateur idéologique du franco-judaïsme », se promettant « d'abattre toutes les barrières, d'éliminer tous les malentendus qui pourraient encore séparer l'israélite éclairé et le Français patriote du XXe siècle, de concilier définitivement et de fortifier l'un par l'autre l'attachement touchant qui nous relie au grand et douloureux passé d'Israël et l'attachement non moins filial envers cette patrie mutilée de 1871, la France soldat du Droit, martyr de la liberté ».

### La villa Kérylos de Beaulieu-sur-Mer (à partir de 1902)

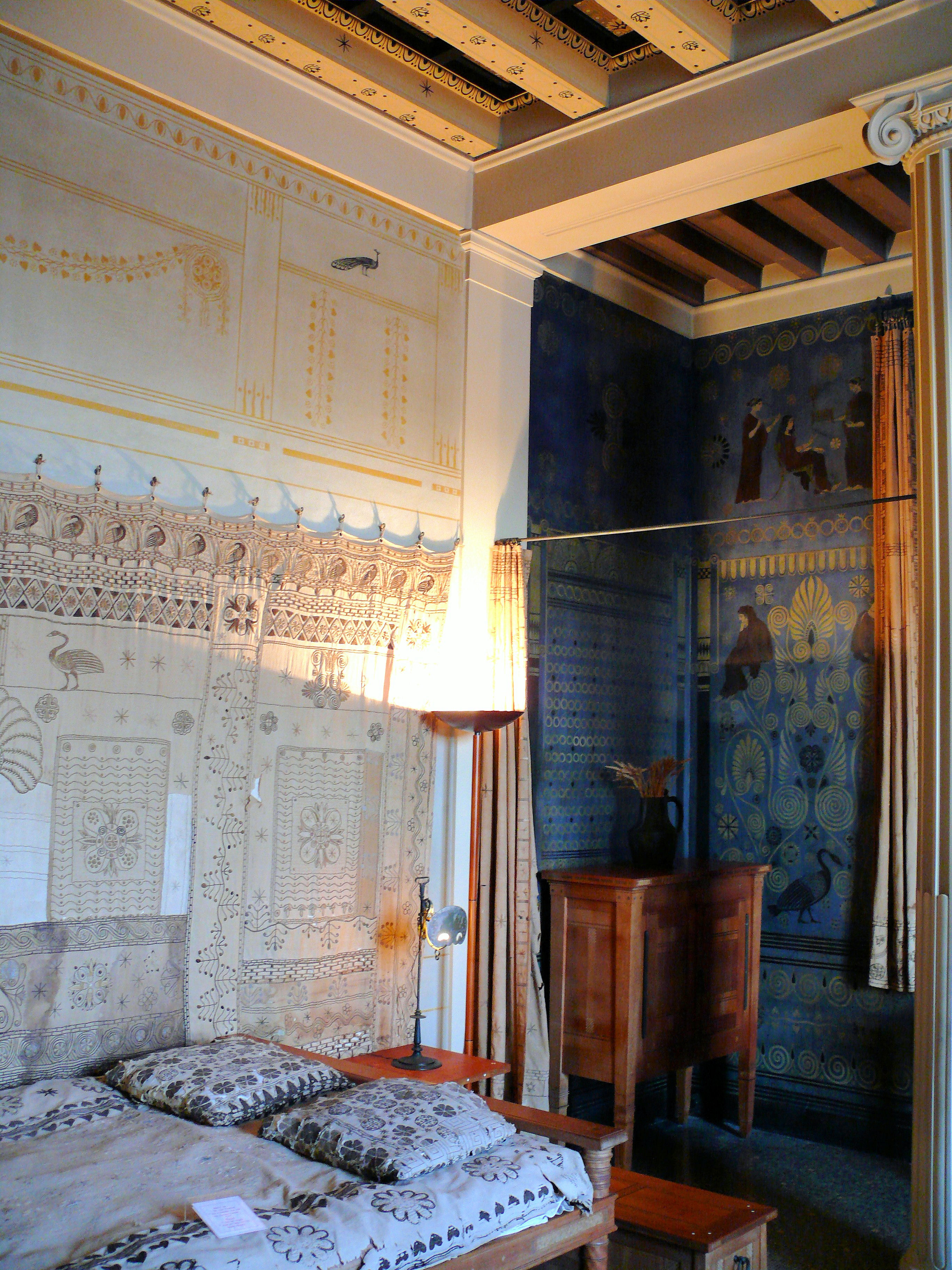
La chambre de Madame Reinach dans la villa Kérylos.

La famille s'installe à Beaulieu-sur-Mer (Alpes-Maritimes), non loin de Saint-Jean-Cap-Ferrat où se trouve la villa Ephrussi de Rothschild, demeure de Maurice Ephrussi (1849-1916), cousin de l'épouse de Théodore.
Entre 1902 et 1908, il fait construire par l'architecte Emmanuel Pontremoli la villa Kérylos, reconstitution spectaculaire  d'un palais de la Grèce antique, qui lui coûte neuf millions de francs-or.

### Carrière de critique d'art (1905-1928)
En 1905, il devient directeur de la Gazette des beaux-arts, revue fondée en 1859, et le reste jusqu'à sa mort.
En 1923, il lance Beaux-arts, Revue d'information artistique, un bimensuel qu'il co-dirige avec le galeriste Georges Wildenstein. Celui-ci rachètera la Gazette des Beaux-Arts à sa mort.
Beaux-arts s'inscrit dans la continuité de la Chronique des arts et de la curiosité, supplément à la Gazette des beaux-arts publié chaque semaine de 1861 à 1922. Cette revue, illustrée et très documentée, cesse de paraître en juin 1940, au moment de la défaite française face à la Wehrmacht.

### Mort et funérailles
Il meurt dans le XVIe arrondissement de Paris. Il est inhumé au cimetière de Montmartre, 3e division.

## Destin de ses descendants
Théodore Reinach lègue la villa Kérylos à l’Institut de France, mais ses enfants et petits-enfants occupent la villa jusqu’en 1967. Elle est aujourd'hui devenue un musée.
La famille Reinach est victime du nazisme pendant la Seconde Guerre mondiale : « La Gestapo perquisitionna chez les Reinach. Elle fit main basse sur les tableaux, la bibliothèque, les manuscrits de Théodore Reinach et ses précieuses archives relatives à la construction de la villa Kérylos ».
Léon, époux de Béatrice de Camondo (1894-1944), fille unique et nièce des grands collectionneurs Moïse et Isaac de Camondo, et leurs deux enfants, Fanny (1920-1943) et Bertrand (1923-1943), sont internés à Drancy, puis déportés à Auschwitz où ils meurent assassinés.

## Œuvres
- Histoire des Israélites, Paris, Hachette, 1885[13].
- Mithridate Eupator, roi de Pont, Paris, Firmin-Didot, 1890[14].

Prix Bordin de l’Académie française en 1891.
- Textes d'auteurs grecs et romains relatifs au judaïsme, 1895.
- Charles de Valois et les Juifs, 1901.
- La Naissance de la lyre, 1923 (livret de l'opéra d'Albert Roussel).
- Histoire sommaire de l'affaire Dreyfus, Paris, Ligue des droits de l'homme, 1924[15]
- La Musique grecque, 1926.
- Œuvres complètes de Flavius Josèphe, 1932.

### Sources
- « Théodore Reinach », dans le Dictionnaire des parlementaires français (1889-1940), sous la direction de Jean Jolly, PUF, 1960 [détail de l’édition] [texte sur Sycomore]
- (Notice) « Reinach Salomon et Théodore », sur le site de l'Académie des inscriptions et belles-lettres, [lire en ligne].

### Archives
- Inventaire du fonds d'archives de Théodore Reinach conservé à La Contemporaine.